# روبرت إل. روذرفورد
روبرت إل. روذرفورد (بالإنجليزية: Robert L. Rutherford)‏ هو ضابط أمريكي، ولد في 11 ديسمبر 1938 في لولينغ في الولايات المتحدة، وتوفي في 4 يوليو 2013 في سان أنطونيو في الولايات المتحدة.